# Samorząd Regionu Abu Basma
Samorząd Regionu Abu Basma (hebr. מועצה אזורית אבו בסמה) – samorząd regionu położony w Dystrykcie Południowym, w Izraelu.
Obejmuje tereny wiejskie w północnej części pustyni Negew, pomiędzy miastami Arad a Beer Szewą.

## Osiedla
Na terenach o powierzchni 30 km² mieszka około 30 000 ludzi. Znajduje się tutaj 10 wiosek, zamieszkanych przez arabską ludność.

### Wsie
| - Abu Kurajnat - Abu Talul - Al-Sajid - Bir Hadadż - Durajdżat | - Makhul - Mulada - Kasr as-Sirr - Tirabin al-Sana - Umm Batin |